# Сикст I
Сикст I (лат. Xystus I, лат. Sixtus I; 42 — 3 апреля 125) — епископ Рима с 115 (116) по 3 апреля 125 года.

## Биография
Римлянин с Via Lata. Отец — Pastor[уточнить].
Имеется несколько систем датировок для ранних епископов Рима. Catalogus Liberianus (в составе Chronographus Anni 354) даёт по консулам даты 117—126. Евсевий Кесарийский в «Церковной истории» даёт по императорам даты 119/120 — 128/129. В хронике св. Иеронима указаны 118—128 годы.
Основной источник сведений о Сиксте I — Liber Pontificalis (начальная часть — VI век).
Liber Pontificalis и ряд мартирологов считают св. Сикста I мучеником. Память 6 апреля.

## Указы
- Только священнослужители могут прикасаться к священным сосудам (лат. ministeria sacrata non tangerentur, nisi a ministris).
- Епископы, призванные к Св. Престолу, по возвращении не должны принимать свою паству до предъявления ей Апостольского послания (лат. quicumque episcoporum euocatus fuisset ad sedem apostolicam, rediens ad parrociam suam non susciperetur, nisi cum litteras sedis apostolicae, salutationis plebi, quod est formatam).
- В мессе после вступления священник должен петь «Sanctus» вместе с прихожанами (лат. intra actionem, sacerdos incipiens populo hymnum decantare: «Sanctus, sanctus, sanctus, Dominus Deus Sabahot», et cetera).